# 建福 (阮朝)
建福（けんふく、キエンフク・Kiến Phúc）は、ベトナム阮朝の建福帝の治世で使用された元号。1884年。

## 西暦との対照表
| 建福 | 元年     |
| 西暦 | 1884年   |
| 干支 | 甲申     |
| 皇紀 | 2544年   |
| 清   | 光緒10年 |
| 日本 | 明治17年 |